# Throwin' Down in the Double 0
Singles par Globe
Biting Her Nails
(1999) Tonikaku Mushō
(2000)
Throwin' Down in the Double 0 (titré : Throwin' down in the double 0) est un single attribué à « Globe featuring TK » (écrit : globe featuring TK), sorti en 2000. 

## Présentation
Le single, composé et produit par Tetsuya Komuro, sort le 29 mars 2000 au Japon sur le label Avex Globe de la compagnie Avex, trois mois après le précédent single du groupe Globe, Biting Her Nails. Il est présenté comme un single en solo de Komuro (alias TK), le musicien du groupe, et sort le même jour que ceux des deux autres membres de Globe : On the Way to You de Keiko, et The Main Lord de Marc.
Le single atteint la 10e place du classement des ventes de l'Oricon, et il reste classé pendant quatre semaines. Il se vend à plus de 40 000 exemplaires, moins bien que les singles du groupe et de Keiko, mais mieux que celui de Marc.  
La chanson-titre est en fait un morceau instrumental composé par Tetsuya Komuro.
Deux versions remixées figurent aussi sur le single. Comme les deux autres chansons en solo, elle figurera dans une version remaniée ("album ver.") sur le cinquième album original de Globe, Outernet, qui sortira un an plus tard, ainsi que par la suite sur sa compilation Complete Best Vol.1 de 2007. 

## Liste des titres
Les titres sont composés et arrangés par Tetsuya Komuro, et mixés par Mike Butler (n°1 et 3), Lethal (n°2). 
| CD    | CD | CD    | CD | CD | CD | CD | CD | CD | CD |
| No    | Titre                                                                                                 | Durée |    |    |    |    |    |    |    |
| ----- | --- | ----- | -- | -- | -- | -- | -- | -- | -- |
| 1.    | Throwin' Down in the Double 0 - Lunar Mix (Throwin' down in the double 0 - lunar mix)                 | 6:01  |    |    |    |    |    |    |    |
| 2.    | Throwin' Down in the Double 0 - Lethal Dose Remix (Throwin' down in the double 0 - Lethal dose remix) | 4:59  |    |    |    |    |    |    |    |
| 3.    | Throwin' Down in the Double 0 - Construction Mix (Throwin' down in the double 0 - construction mix)   | 5:49  |    |    |    |    |    |    |    |
| 16:49 | |       |    |    |    |    |    |    |    |